# Monumento dell'indipendenza (Phnom Penh)
Il Monumento dell'Indipendenza (in lingua khmer: វិមានឯករាជ្យ, "Vimean Ekareach") di Phnom Penh è un'opera architettonica situata nella capitale cambogiana e fu costruita tra il 1958 ed il 1962 per celebrare l'indipendenza della nazione dalla dominazione francese nel 1953.
È situata in centro città all'intersezione tra il Norodom Boulevard ed il Preah Sihanouk Boulevard all'interno di una grande rotatoria. Alto 20 metri ha la forma di uno stupa a fior di loto richiamando lo stile del tempio khmer Angkor Wat. Il monumento è stato progettato dall'architetto cambogiano Vann Molyvann.
Durante le celebrazioni nazionali nel monumento viene accesa una fiamma cerimoniale e posa di fiori da parte di ufficiali delle istituzionie e dalla famiglia reale. Dietro al monumento all'indipendenza è stata eretta una statua del re Norodom Sihanouk.